# Premier Foods
Premier Foods (anciennement Hillsdown Holdings) est une entreprise agroalimentaire britannique.

## Histoire
Hillsdown Holdings est créée à Londres en 1975.
Dans les années 1980, elle acquiert Maple Leaf Foods ainsi que plusieurs marques de gâteaux auprès du groupe Beecham Group (en).
En 1994, Hillsdown Holdings rachète Materne à Danone, avant de le revendre en 2004 au fonds d'investissement anglais Lion Capital LLP.

## Produits
Sauces, soupes, assaisonnements, desserts, gâteaux et friandises.

## Principaux actionnaires
Au 1er avril 2020.
| Nissin Foods Holdings                 | 19,4% |
| Oasis Management                      | 12,0% |
| Paulson & Co                          | 7,54% |
| Merrill Lynch, Pierce, Fenner & Smith | 4,98% |
| Brandes Investment Partners           | 4,89% |
| Aberdeen Asset Investments            | 4,56% |
| Dimensional Fund Advisors             | 3,87% |
| Standard Life Investments             | 3,70% |
| Deutsche Bank                         | 2,90% |
| JPMorgan Securities                   | 2,25% |